# Arnaldo Cezar Coelho
Arnaldo David Cezar Coelho (Rio de Janeiro, 15 de janeiro de 1943) é um ex-comentarista de arbitragem, ex-árbitro de futebol, empresário, corretor autônomo de investimentos e formado em Educação Física. É um dos proprietários da TV Rio Sul, afiliada da Rede Globo, que cobre toda a região Sul do estado do Rio de Janeiro Arnaldo foi o primeiro brasileiro e o primeiro árbitro não-europeu a apitar uma final de Copa do Mundo da FIFA, quando atuou na final de 1982 entre Itália e Alemanha Ocidental.
Em março de 2010, Graham Poll, repórter do jornal inglês Daily Mail e árbitro aposentado, listou Arnaldo como um dos principais árbitros da história, citando seu excelente desempenho nas Copas do Mundo de 1978 e 1982.

## Biografia
Arnaldo é irmão de Ronaldo Cezar Coelho, deputado federal e membro-fundador do PSDB. Membros de uma família de classe média, sua mãe era de uma família judia marroquina.

### Árbitro de futebol
Arnaldo iniciou sua carreira de árbitro no início da década de 1960, no futebol de praia, até começar a atuar profissionalmente, no ano de 1965. ingressou na Federação Carioca de Futebol, promovido logo em seu primeiro ano para apitar o campeonato profissional.
Em 1968, passou a fazer parte dos quadros da FIFA. Arnaldo apitou inúmeros jogos importantes, entre eles, duas Olimpíadas (Montreal - 76 e Seul - 88) e duas Copas do Mundo: Argentina - 1978 (1 jogo), e Espanha - 1982 (dois jogos, incluindo a final).
A saber:
- França 3 x 1 Hungria (10 de junho de 1978 - Estádio José María Minella, Mar del Plata);
- Alemanha Ocidental 0 x 0 Inglaterra (29 de junho de 1982 - Estádio Santiago Bernabéu, Madrid).

E, foi o primeiro árbitro não-europeu a apitar uma decisão, a partida final da Copa do Mundo de 1982, entre as seleções da Itália e da Alemanha Ocidental, na Espanha, cujo resultado foi 3 a 1 para a Itália.
Também atuou como 2º Árbitro Assistente em Copas do Mundo, como nas partidas:
- Escócia 1 x 1 Irã (em 7 de junho de 1978 - Córdoba, Argentina), sendo o árbitro principal o senegalês Youssou Ndiaye e o 1º assistente o romeno Nicolae Rainea;
- Alemanha Ocidental 2 x 2 Holanda (em 18 de junho de 1978 - Córdoba, Argentina), sendo o árbitro principal o uruguaio Ramón Barreto Ruiz e o 1º assistente o argentino Miguel Comesana;
- Inglaterra 3 x 1 França (em 16 de junho de 1982 - Bilbao, Espanha), sendo o árbitro principal o português António Garrido e o 1º assistente o chileno Gastón Castro;
- Argélia 3 x 2 Chile (em 24 de junho de 1982 - Oviedo, Espanha), sendo o árbitro principal o guatemalteco Romulo Mendez Molina e o 1º assistente o sueco Erik Fredriksson.

Possui duas marcas: é o árbitro que mais apitou jogos do Campeonato Brasileiro, com 291 partidas pela competição. É um dos dois árbitros brasileiros com maior número de atuações em Copas do Mundo, com sete vezes, sendo quatro como árbitro principal e as restantes como auxiliar. O outro é Carlos Eugênio Simon.
Apitou as decisões do Campeonato Brasileiro de 1967 (primeiro e segundo jogo da decisão), 1968 (Vasco da Gama x Santos), 1969, 1973, 1977, 1978, 1981 (primeiro jogo) e 1983; do Campeonato Carioca de 1974, 1975, 1980 e 1983; do Campeonato Paulista de 1988; e da Copa Libertadores de 1988.

### Comentarista de futebol
Posteriormente, no ano de 1989, passou a trabalhar na Rede Globo, como comentarista de arbitragem, e no canal de televisão a cabo SporTV, no programa Bem, Amigos!, ao lado de Galvão Bueno, seu amigo de longa data. Neste programa, comenta lances polêmicos do futebol. É bastante conhecido pelo seu bordão: "A regra é clara". Tanto que o bordão deu origem ao nome de um quadro do programa Seleção SporTV exibido pelo canal pago desde 12 de março de 2018. No final da transmissão da final da Copa do Mundo de 2018, entre França e Croácia, vencida pela França, anunciou sua aposentadoria como comentarista de arbitragem da Rede Globo, dizendo que se dedicará à família e aos seus negócios.

### Empresário
Formado em Educação Física, o ex-árbitro arriscava ao investir o dinheiro que sobrava em ações após receber um conselho do irmão  Ronaldo Cezar Coelho, que era auxiliar de pregão em uma corretora financeira.
Apesar da ligação com o futebol, Arnaldo não dependeu apenas deste universo para pagar as contas. Em 1985, ele criou a Liquidez, que se tornou uma das maiores corretoras de valores do país e que foi vendida em 2009 para o grupo financeiro britânico BGC Partners por cerca de R$ 500 milhões.
Em 1989 Arnaldo Cezar Coelho decidiu investir parte do seu dinheiro e montar a TV Rio Sul, afiliada da Globo na cidade de Resende (RJ), que cobre toda a região Sul Fluminense e o Vale do Paraíba Fluminense. Arnaldo afirma que não entendia nada de televisão, e foi na TV Rio Sul que ele aprendeu tudo o que sabe; nesta emissora de TV Arnaldo criou vários quadros, que a Globo gostou e começou a colocar no programa "Globo Esporte".

## Livro
Em 2002, Arnaldo lançou o livro "A Regra é Clara", reunindo histórias e curiosidades registrados em mais de 20 anos de carreira como juiz.